# 托伦特 (巴伦西亚省)
托伦特（發音：[toˈrent]）是西班牙巴倫西亞省的一个市镇，位于瓦倫西亞都市圈内。该市通有瓦倫西亞地鐵。

## 人口
| 托伦特历史人口变迁                                   |
|                                                      |
| 来源：西班牙国家统计局（1900年 - 1991年、1996年 - ） |

## 知名人士
- 柏高·艾卡沙
- 維辛迪·古艾達

## 友好城市
- 贝纳卢普-卡萨斯维耶哈斯[5]